# Metzing
Pour l’article homonyme, voir Metzing (Riche).
Metzing [mɛtsɛ̃] est une commune française située dans le département de la Moselle et le bassin de vie de la Moselle-Est, en région Grand Est.

## Géographie

### Communes limitrophes
|          | Nousseviller-Saint-Nabor |          |
| Diebling | Metzing                  | Hundling |
|          | Guebenhouse              |          |

### Hydrographie
La commune est située dans le bassin versant du Rhin au sein du bassin Rhin-Meuse. Elle est drainée par le ruisseau l'Altwiesenbach et le ruisseau le Strichbach.
Le ruisseau l'Altwiesenbach, d'une longueur totale de 11 km, prend sa source dans la commune de Loupershouse et se jette  dans la Sarre à Sarreguemines, après avoir traversé sept communes.
Le Strichbach, d'une longueur totale de 10,3 km, prend sa source dans la commune de Tenteling et se jette  dans l'Altwiesenbach  à Sarreguemines, après avoir traversé six communes.

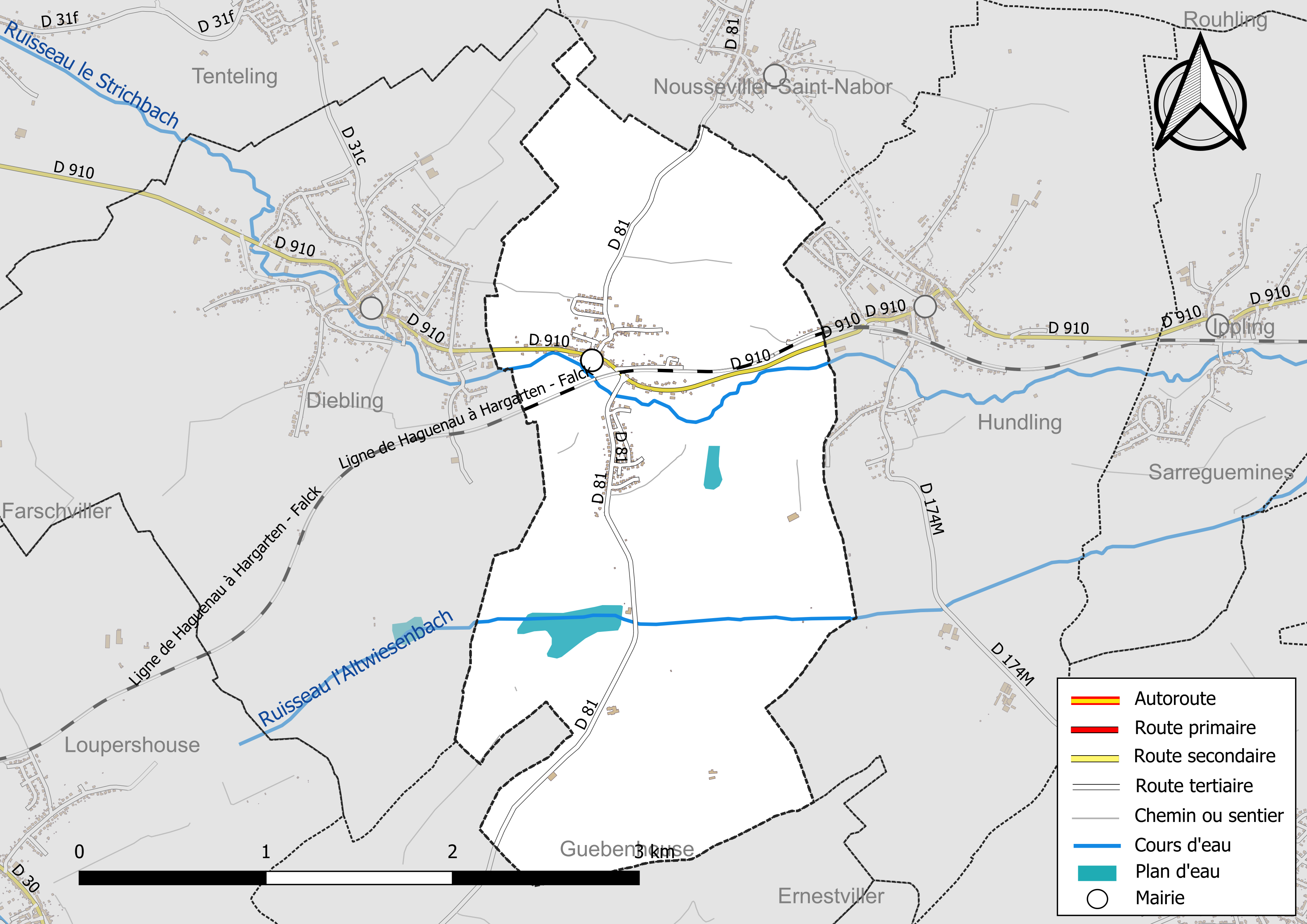
Réseaux hydrographique et routier de Metzing.

La qualité du ruisseau l'Altwiesenbach et du ruisseau le Strichbach peut être consultée sur un site spécial géré par les agences de l’eau et l’Agence française pour la biodiversité.

### Climat
Pour des articles plus généraux, voir Climat du Grand Est et Climat de la Moselle.
En 2010, le climat de la commune est de type climat des marges montargnardes, selon une étude du Centre national de la recherche scientifique s'appuyant sur une série de données couvrant la période 1971-2000. En 2020, Météo-France publie une typologie des climats de la France métropolitaine dans laquelle la commune est exposée à un climat semi-continental et est dans une zone de transition entre les régions climatiques « Lorraine, plateau de Langres, Morvan » et « Vosges ». 
Pour la période 1971-2000, la température annuelle moyenne est de 9,9 °C, avec une amplitude thermique annuelle de 17,1 °C. Le cumul annuel moyen de précipitations est de 850 mm, avec 12,1 jours de précipitations en janvier et 9,3 jours en juillet. Pour la période 1991-2020, la température moyenne annuelle observée sur la station météorologique de Météo-France la plus proche, « Seingbouse », sur la commune de Seingbouse à 9 km à vol d'oiseau, est de 10,5 °C et le cumul annuel moyen de précipitations est de 731,4 mm. 
La température maximale relevée sur cette station est de 37,9 °C, atteinte le 25 juillet 2019 ; la température minimale est de −17 °C, atteinte le 20 décembre 2009,,. 
Les paramètres climatiques de la commune ont été estimés pour le milieu du siècle (2041-2070) selon différents scénarios d'émission de gaz à effet de serre à partir des nouvelles projections climatiques de référence DRIAS-2020. Ils sont consultables sur un site spécial publié par Météo-France en novembre 2022.

## Urbanisme

### Typologie
Au 1er janvier 2024, Metzing est catégorisée bourg rural, selon la nouvelle grille communale de densité à sept niveaux définie par l'Insee en 2022.
Elle appartient à l'unité urbaine de Diebling, une agglomération intra-départementale regroupant deux  communes, dont elle est une commune de la banlieue,,. Par ailleurs la commune fait partie de l'aire d'attraction de Sarreguemines (partie française), dont elle est une commune de la couronne,. Cette aire, qui regroupe 48 communes, est catégorisée dans les aires de 50 000 à moins de 200 000 habitants,.

### Occupation des sols
L'occupation des sols de la commune, telle qu'elle ressort de la base de données européenne d’occupation biophysique des sols Corine Land Cover (CLC), est marquée par l'importance des territoires agricoles (78,3 % en 2018), une proportion sensiblement équivalente à celle de 1990 (79,1 %). La répartition détaillée en 2018 est la suivante : 
prairies (58,2 %), forêts (14,7 %), zones agricoles hétérogènes (11,9 %), terres arables (8,2 %), zones urbanisées (7 %). L'évolution de l’occupation des sols de la commune et de ses infrastructures peut être observée sur les différentes représentations cartographiques du territoire : la carte de Cassini (XVIIIe siècle), la carte d'état-major (1820-1866) et les cartes ou photos aériennes de l'IGN pour la période actuelle (1950 à aujourd'hui).

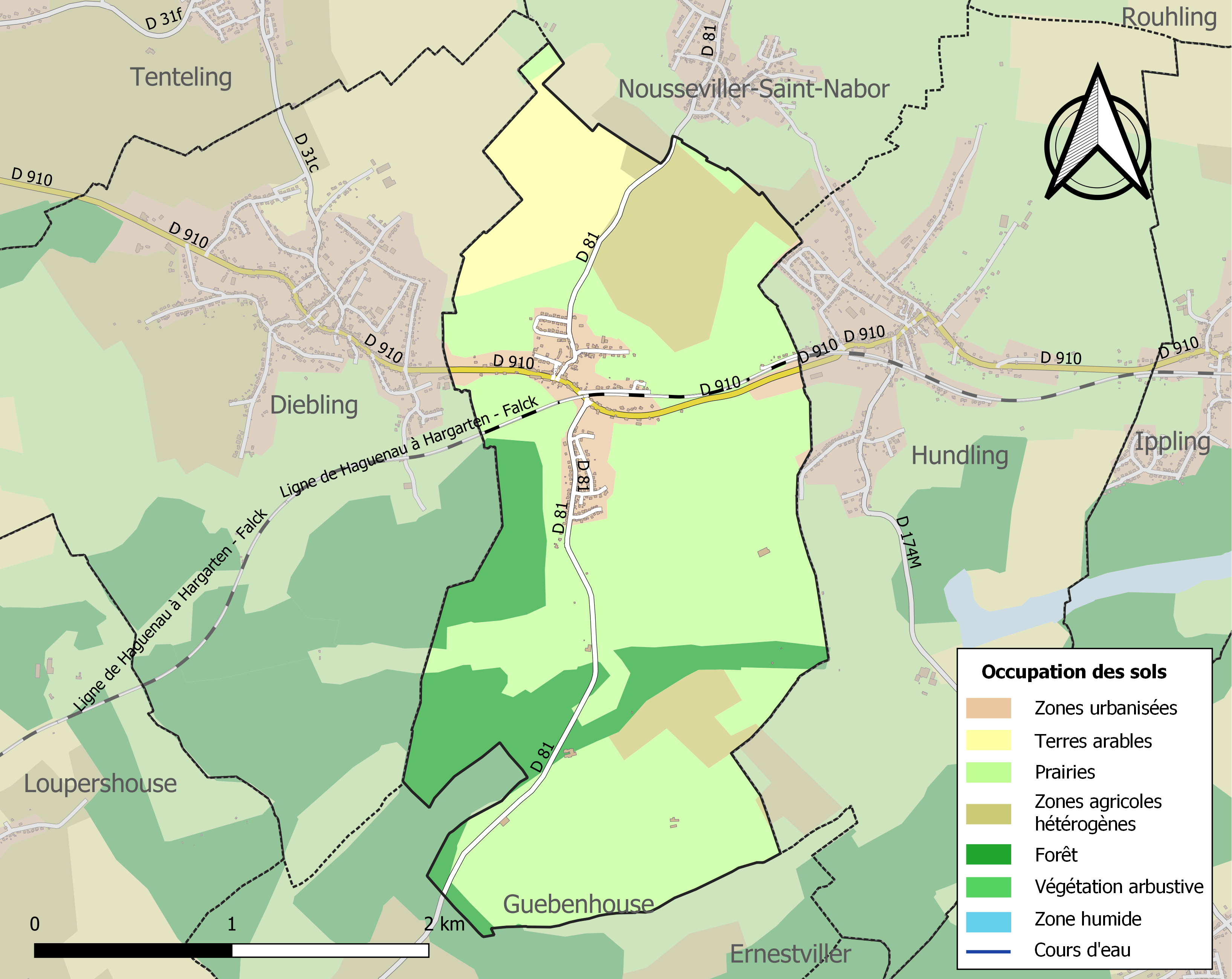
Carte des infrastructures et de l'occupation des sols de la commune en 2018 (CLC).

## Toponymie
- Metzinge en francique lorrain.
- Proviendrait d'un nom de personne Muozzo[16] ou Mutius suivi du suffixe -ingen puis -ing.

Ancien noms,: Mutziche (1240), Mutzsichen (1324), Mutzichen (1417), Messig (1473), Mutzingen (1494 et 1594), Metzingen (1594), Mitzing (XVIIIe siècle), Metzing (1793), Metzingen (1871-1918 et 1940-1944).
- Le nom de famille Metzinger désignait autrefois les habitants du village et est typique de la commune[20].
- En Allemagne dans le Bade-Wurtemberg, il existe également une localité du nom de Metzingen.

## Histoire
- Faisait partie de la seigneurie de Puttelange, diocèse de Metz.
- Le village fut détruit pendant la Guerre de Trente Ans et repeuplé par des Tyroliens.
- Le clocher de l'église et plusieurs bâtiments furent détruits par l'artillerie américaine en décembre 1944[21].

## Héraldique
| Blason de Metzing | Blason  | D'or à trois pals d'azur, au cheval d'argent brochant. |
| Blason de Metzing | Détails | Le statut officiel du blason reste à déterminer.       |

## Politique et administration
| Période                                  | Période   | Identité           | Étiquette | Qualité |
| ---------------------------------------- | --------- | ------------------ | --------- | ------- |
| 1983                                     | mars 2001 | Hubert Siebenschuh |           | -       |
| mars 2001                                | En cours  | Fernand Meyer      |           |         |
| Les données manquantes sont à compléter. |           |                    |           |         |

## Démographie
L'évolution du nombre d'habitants est connue à travers les recensements de la population effectués dans la commune depuis 1800. Pour les communes de moins de 10 000 habitants, une enquête de recensement portant sur toute la population est réalisée tous les cinq ans, les populations de référence des années intermédiaires étant quant à elles estimées par interpolation ou extrapolation. Pour la commune, le premier recensement exhaustif entrant dans le cadre du nouveau dispositif a été réalisé en 2004.

En 2022, la commune comptait 693 habitants, en évolution de +8,62 % par rapport à 2016 (Moselle : +0,52 %, France hors Mayotte : +2,11 %).
| 1800 | 1806 | 1861 | 1866 | 1871 | 1875 | 1880 | 1885 | 1890 |
| ---- | ---- | ---- | ---- | ---- | ---- | ---- | ---- | ---- |
| 224  | 212  | 311  | 315  | 320  | 324  | 346  | 343  | 335  |

| 1895 | 1900 | 1905 | 1910 | 1921 | 1926 | 1931 | 1936 | 1946 |
| ---- | ---- | ---- | ---- | ---- | ---- | ---- | ---- | ---- |
| 337  | 340  | 332  | 339  | 336  | 357  | 353  | 322  | 334  |

| 1954 | 1962 | 1968 | 1975 | 1982 | 1990 | 1999 | 2004 | 2006 |
| ---- | ---- | ---- | ---- | ---- | ---- | ---- | ---- | ---- |
| 349  | 381  | 439  | 497  | 563  | 557  | 536  | 583  | 562  |

| 2009 | 2014 | 2019 | 2022 | - | - | - | - | - |
| ---- | ---- | ---- | ---- | - | - | - | - | - |
| 631  | 615  | 659  | 693  | - | - | - | - | - |

## Lieux et monuments
- Vestiges gallo-romains, statue.
- Église Saint-Hyppolite XIXe siècle
- Croix XVIIIe siècle dite "Bildstock".